# Árstíðir
Árstíðir (en islandés: Estaciones) es una banda islandesa acústica originaria de Reikiavik cuya música tiene influencias de estilos como la música clásica, el rock progresivo, el country y la música folk islandesa.

## Historia
La banda se formó en 2008 en Reikiavik. Ha publicado dos trabajos hasta la fecha: un EP con canciones grabadas durante una actuación en la Iglesia de Fríkirkja (Live at Fríkirkjan), y posteriormente su disco homónimo grabado en los estudios Hljóðriti en Hafnafjörður en 2009.

## Discografía

### Álbumes de estudio
- Árstíðir (2009)
- Svefns og vöku skil (2011)
- Verloren Verleden (2016) con Anneke Van Giersbergen

### EP
- Live at Fríkirkjan (2009)